# Schweizerischer Musikpädagogischer Verband
Der Schweizerische Musikpädagogische Verband (SMPV; französisch Société Suisse de Pédagogie Musicale (SSPM), italienisch Società Svizzera di Pedagogia Musicale (SSPM), rätoromanisch Societad Svizra da Pedagogia Musicala (SSPM), englisch Swiss Music Pedagogic Association (SMPA)) ist der Dachverband der Musikpädagogen und diplomierten Musiklehrer in der Schweiz.
Der Verein wurde 1893 als Schweizer Gesang- und Musiklehrerverein gegründet und zählt heute rund 5000 Mitglieder. Er ist in 15 Sektionen (Hauptsitz in Bern) unterteilt.

## Verbandsorgan
Die 1861 entstandene Zeitschrift Der Volksgesang wurde 1896 in Schweizerische Zeitung für Gesang und Musik und 1906 wieder in Der Volksgesang umbenannt. Ab 1912 wurde sie als Schweizerische Musikpädagogische Blätter verlegt (ab 1916 auch in Französisch als Feuillets de pédagogie musicale). Ab 1940 unter dem Namen Mitteilungsblatt SMPV, ab 1949 als Schweizer musikpädagogische Blätter resp. Feullets suisse de pédagogie musicale verlegt. Von 1948 bis 1997 gab es ausserdem ein zusätzlich publiziertes SMPV-Monatsbulletin. 1960 wurden die Blätter in die Schweizer Musikzeitung integriert; 1983 wurden diese nach der Einstellung der alten SMZ nochmals reaktiviert, bis 1997 die heutige SMZ ins Leben gerufen wurde.